# Contea di Essex (Vermont)
Essex (in inglese Essex County) è una contea statunitense del Vermont.
La popolazione al censimento del 2000 era di 6 459 abitanti.
Il capoluogo di contea è Guildhall.

## Geografia fisica
La contea si trova nella parte nord-orientale del Vermont. L'U.S. Census Bureau certifica che l'estensione della contea è di 1746 km², di cui 24 km² coperti da acque interne.
Il fiume Connecticut segna il confine con il New Hampshire a est. Il territorio è montagnoso, con diversi picchi sopra i 915 m, e ricoperto di foreste.
Il capoluogo è Ghuildhall. Altri centri importanti sono Lunenburg, Concord,Bloomfield e Island Pond.

### Contee confinanti
- Contea di Coos (New Hampshire) - est
- Contea di Grafton (New Hampshire) - sud
- Contea di Caledonia - sud-ovest
- Contea di Orleans - ovest
- Municipalità Regionale della Contea di Coaticook (Quebec, Canada) - nord

## Storia
Prima dell'arrivo dei coloni europei, l'area era abitata dai nativi Abenachi. Il 5 novembre 1792 le contee di Chittenden e Orange furono divise in sei contee, tra cui la contea di Essex, che deve il suo nome a Essex in Inghilterra. Guildhall fu uno dei primi insediamenti nel nord-est del Vermont, fondato nel 1764.

## Comuni
La Contea di Essex conta 13 comuni con lo status di town, 3 unincorporated towns, più due gore ed un grant.
- Averill - unincorporated town
- Avery's Gore
- Bloomfield - town
- Brighton - town
- Brunswick - town
- Canaan - town
- Concord - town
- East Haven - town
- Ferdinand - unincorporated town
- Granby - town
- Guildhall - (capoluogo) town
- Lemington - town
- Lewis - unincorporated town
- Lunenburg - town
- Maidstone - town
- Norton - town
- Victory - town
- Warner's Grant
- Warren's Gore

### Località
- Island Pond - census-designated place nel comune di Brighton